# Jovanotti
Jovanotti, de son vrai nom Lorenzo Cherubini, né le 27 septembre 1966 à Rome, est un chanteur, rappeur, disc jockey et compositeur italien, considéré comme l'un des pionniers du hip-hop italien. Il se popularise dans les années 1990 grâce au hip-hop, mais change par la suite pour la world music.
En parallèle à sa carrière, il est politiquement et socialement engagé. Pacifiste, il collabore fréquemment avec des associations comme Emergency, Amnesty International, Lega anti vivisezione, Nigrizia et DATA.

## Biographie
Lorenzo Cherubini est né le 27 septembre 1966 à Rome, de Mario Cherubini (1934-2015), gendarme du pape au Vatican et de Viola Cardinali (1935-2010). Sa famille est originaire de Cortone (province d'Arezzo en Toscane). Il est le troisième d'une fratrie de quatre enfants : Umberto, Bernardo, Lorenzo et Anna. Au cours de son enfance, Lorenzo va souvent revenir dans sa ville natale, où il réside désormais de façon permanente, et dont il a obtenu la citoyenneté honoraire[réf. nécessaire].
En 2007, Umberto, l'aîné de la fratrie, trouve la mort dans un accident d'ULM à Latina, où il était instructeur d'une école d'aviation, en compagnie de Bruno Bianchella qui pilotait l'appareil. Le 6 septembre 2008, Lorenzo épouse Francesca Valiani à Cortone, dans l'église de Santa Maria Nuova. De leur union est née Teresa en 1998, à qui Jovanotti dédie la berceuse Per te, l'un des succès de son album Capo Horn (1999), ainsi que Libera sur l'album 2015cc (2015).

## Carrière

### Années 1990 et 2000

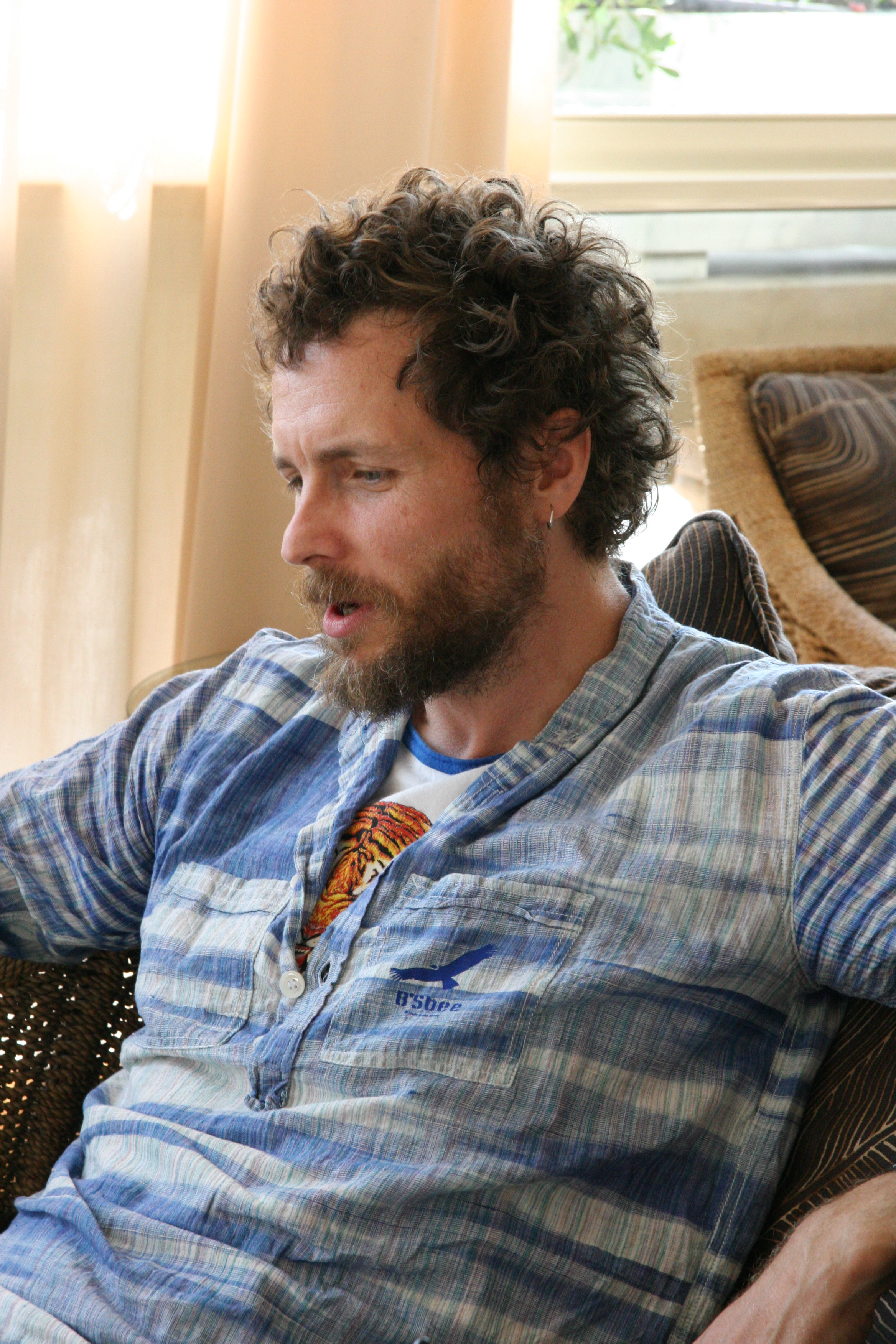
Jovanotti en 2008.

Le nom Jovanotti provient de la forme plurielle du mot italien giovanotto ("jeune homme"), soit Giovanotti. Lorenzo Cherubini est auditionné à l'origine avec un groupe du nom de I Giovanotti, mais le producteur de disques ne s'intéressera qu'à lui. Le chanteur décide alors de prendre le nom italo-américain de Joe Vanotti qui deviendra finalement Jovanotti.
S'il doit ses premiers succès à des tubes hip-hop, rap et disco, Jovanotti s'est rapproché par la suite du funk, de la world music, de variétés plus classiques et même des tubes aux influences ska.
Il interprète la plupart de ses chansons en italien, mais il a également produit l'un de ses meilleurs albums en espagnol. Son album live comprend une version courte du fameux Rapper's Delight de Sugarhill Gang. Jovanotti apparaît dans plusieurs compilations internationales, notamment Red Hot + Rhapsody, un hommage à George Gershwin en 1998, dans lequel il produit I Got Rhythm. Ses chansons les plus célèbres sont Serenata Rap, L'Ombelico del Mondo et Bella. Jovanotti est également apparu dans l'un des concerts de charité de Luciano Pavarotti en 1996.
Jovanotti dédie plusieurs chansons aux membres de sa famille. Fango à son frère Umberto, décédé en 2007, le tasche piene di sassi à sa mère Viola décédée en 2010. En 1994, sur l'album Lorenzo 1994, avec la chanson éponyme Mario, il rend hommage à son père, décédé le 19 avril 2015 à l'âge de 81 ans à Cortone.
La tournée de Quinto mondo, démarre le 17 avril 2002.

### Années 2010
Le 8 janvier 2010, sort Baciami ancora, la bande originale du film Baciami ancora, un film de Gabriele Muccino. Il collabore avec Cesare Cremonini sur le single Mondo, publié le 23 avril 2010.
Le 1er juin 2011, Lorenzo collabore avec Michael Franti & Spearhead pour la version italienne du single The Sound of Sunshine qui atteint la troisième place des classements italiens. Le 11 juin 2011, Jovanotti devient le premier italien à jouer sur la scène du Bonnaroo Music Festival à Manchester, dans le Tennessee. Il écrit aussi la chanson Tu mi porti su pour la chanteuse italienne Giorgia, incluse dans l'album de la chanteuse, Dietro le apparenze. Le 9 septembre 2011, il publie le quatrième single, La notte dei desideri. Le 25 novembre, il publie le cinquième et dernier single, Ora.
Le 4 août 2013, il participe à un concert à Cortone qui fait participer Roberto Saviano. Le 1er octobre, sort le nouvel album de Luca Carboni Fisico e politico qui contient la chanson Ci vuole un fisico bestiale en duo avec Jovanotti. Le 19 novembre 2013, sort l'album live Lorenzo negli stadi - Backup Tour 2013. Son single Sabato est publié le 16 décembre 2014 en avant-première de son treizième album studio, intitulé Lorenzo 2015 CC, disponible depuis le 24 février 2015, suivi par une tournée Jovanotti Tour 2015 depuis Ancône le 20 juin 2015.
Le 26 juillet 2015, il joue en collaboration avec Eros Ramazzotti au Stadio San Paolo de Naples. À la même période, il collabore avec Tre allegri ragazzi morti sur la chanson In questa grande città (la prima cumbia), publiée comme single le 25 février 2016.

## Distinctions
| Année | Récompense                       | Nomination                                                        | Titre                                              | Résultat   |
| ----- | -------------------------------- | ----------------------------------------------------------------- | -------------------------------------------------- | ---------- |
| 1996  | MTV Video Music Awards           | Meilleure vidéo européenne                                        | L'ombelico del mondo                               | Nomination |
| 1998  | Premio Italiano della Musica     | Album italien de l'année                                          | Lorenzo 1997 - L'albero                            | Nomination |
| 1998  | Premio Italiano della Musica     | Chanson italienne de l'année                                      | Bella                                              | Nomination |
| 1998  | Premio Italiano della Musica     | Tournée italienne de l'année                                      | Lorenzo Tour 1997                                  | Nomination |
| 1998  | Premio Italiano della Musica     | Special Award – Radio DeeJay                                      | Lui-même                                           | Lauréat    |
| 1999  | MTV Europe Music Awards          | Meilleur artiste italien                                          | Lui-même                                           | Nomination |
| 2000  | Premio Italiano della Musica     | Chanson de l'année                                                | Il mio nome è mai più (avec Ligabue et Piero Pelù) | Lauréat    |
| 2000  | Premio Italiano della Musica     | Clip de l'année                                                   | Il mio nome è mai più (avec Ligabue & Piero Pelù)  | Lauréat    |
| 2000  | Lunezia Award                    | Meilleur album d'un auteur-compositeur                            | Lorenzo 1999 - Capo Horn                           | Nomination |
| 2001  | Italian Music Awards             | Meilleure tournée                                                 | Lorenzo Tour 1999                                  | Nomination |
| 2001  | Italian Music Awards             | Meilleur clip                                                     | File Not Found                                     | Nomination |
| 2002  | Premio Videoclip Italiano        | Meilleur clip de recherche                                        | Salvami                                            | Lauréat    |
| 2005  | Premio Videoclip Italian         | Meilleur clip d'un artiste                                        | (Tanto)³                                           | Lauréat    |
| 2006  | Premio Amnesty Italia            | Voices for Freedom                                                | Mani in alto                                       | Nomination |
| 2006  | MTV Europe Music Awards          | Meilleur groupe italien                                           | Lui-même                                           | Nomination |
| 2006  | Premio Videoclip Italiano        | Clip d'artiste                                                    | Falla girare                                       | Lauréat    |
| 2008  | Mogol Award                      | Meilleures paroles                                                | Fango                                              | Lauréat    |
| 2008  | World Music Awards               | Artiste italien le plus vendeur                                   | Lui-même                                           | Lauréat    |
| 2008  | Premio Videoclip Italiano        | Special Award for the Art of Music Videos                         | Lui-même                                           | Lauréat    |
| 2008  | [ Musica e Dischi Critics' Prize | Meilleur album italien                                            | Safari                                             | Lauréat    |
| 2009  | Mogol Award                      | Meilleures paroles                                                | A te                                               | Nomination |
| 2010  | David di Donatello               | Meilleure chanson                                                 | Baciami ancora (de l'album Baciami ancora)         | Lauréat    |
| 2010  | Nastro d'Argento                 | Meilleure chanson originale                                       | Baciami ancora (de l'album Baciami ancora)         | Nomination |
| 2011  | TRL Awards                       | Superman Award                                                    | Lui-même                                           | Nomination |
| 2011  | Mogol Award                      | Meilleure paroles                                                 | Le tasche piene di sassi                           | Lauréat    |
| 2011  | MTV Europe Music Awards          | Meilleur artiste italien                                          | Lui-même                                           | Nomination |
| 2011  | Musica e Dischi Critics' Prize   | Meilleur album italien – pop et rock                              | Ora                                                | Lauréat    |
| 2011  | Musica e Dischi Critics' Prize   | Meilleure tournée                                                 | Lorenzo Live - Ora in Tour 2011-2012               | Lauréat    |
| 2011  | Rockol Awards                    | Meilleur album italien                                            | Ora                                                | Lauréat    |
| 2011  | Rockol Awards                    | Meilleur single italien                                           | Il più grande spettacolo dopo il Big Bang          | Nomination |
| 2011  | Rockol Awards                    | Meilleure tournée italienne                                       | Lorenzo Live - Ora in Tour 2011-2012               | Nomination |
| 2012  | TRL Awards                       | Superman Award                                                    | Lui-même                                           | Nomination |
| 2012  | TRL Awards                       | Meilleur clip                                                     | Il più grande spettacolo dopo il Big Bang          | Nomination |
| 2013  | MTV Italian Music Awards         | TwITStar                                                          | Lui-même                                           | Nomination |
| 2013  | Medimex Awards                   | Artiste de l'année – Special Award                                | Lui-même                                           | Lauréat    |
| 2015  | MTV Italian Music Awards         | TwITStar                                                          | Lui-même                                           | Nomination |
| 2015  | Medimex Awards                   | Meilleur album                                                    | Lorenzo 2015 CC.                                   | Lauréat    |
| 2015  | Medimex Awards                   | Meilleur clip                                                     | Sabato                                             | Lauréat    |
| 2015  | Medimex Awards                   | Meilleure tournée                                                 | Lorenzo negli stadi 2015                           | Lauréat    |
| 2016  | Assomusica Award                 | Music Award for Best Visual Live Show 2015                        | Lorenzo negli stadi 2015                           | Lauréat    |
| 2016  | Onstage Awards                   | Platinum Ticket – tournée italienne la plus vue depuis les salles | Lorenzo nei Palasport                              | Lauréat    |
| 2016  | Onstage Awards                   | Meilleur performeur                                               | Himself                                            | Nomination |
| 2016  | Onstage Awards                   | Meilleure tournée                                                 | Lui-même                                           | Nomination |
| 2016  | Onstage Awards                   | Live Anthem                                                       | Gli immortali                                      | Nomination |
| 2016  | Onstage Awards                   | Meilleur look                                                     | Lui-même                                           | Nomination |

## Discographie
- 1988 : Jovanotti for President
- 1989 : La mia moto
- 1990 : Giovani Jovanotti
- 1991 : Una tribù che balla
- 1992 : Lorenzo 1992
- 1994 : Lorenzo 1994
- 1997 : Lorenzo 1997 - L'albero
- 1999 : Lorenzo 1999 - Capo Horn
- 2002 : Lorenzo 2002 - Il quinto mondo
- 2005 : Buon sangue
- 2008 : Safari
- 2011 : Ora
- 2015 : Lorenzo 2015 CC.
- 2017 : Oh, vita!
- 2022 : Il disco del sole
- 2025 : Il corpo umano - vol. 1

## Tournées
- 1991 : Una tribù che balla Tour 1991-1992
- 1992 : Carboni-Jovanotti in concerto 1992
- 1992 : Il rap Tour 1992-1993
- 1994 : Lorenzo in concerto Tour 1994
- 1994 : Pino Daniele-Jovanotti-Eros Ramazzotti in concerto 1994
- 1997 : Lorenzo Tour 1997
- 1999 : Lorenzo Tour 1999
- 2002 : Lorenzo Live 2002
- 2005 : Buon sangue Tour 2005
- 2008 : Safari Tour 2008
- 2011 : Lorenzo Live - Ora in Tour 2011-2012
- 2013 : Backup Tour - Lorenzo negli stadi 2013
- 2014 : Super-Sur-Tour 2014
- 2015 : Lorenzo negli stadi 2015
- 2015 : Lorenzo nei Palasport Tour 2015-2016
- 2019 : Jova Beach Party

## Ouvrages
- (it) Yo, brothers and sisters. Siamo o non siamo un bel movimento?, Milan, Vallardi, 1988.
- (it) Cherubini, S.l., Soleluna, 1993.
- (it) Il grande boh!, Milan, Feltrinelli, 1998.  (ISBN 88-07-70102-2) ; Milan, Feltrinelli, 2000.  (ISBN 88-07-81604-0)
- (it) Quarantology, 1966-2006, Milan, Rizzoli, 2006.  (ISBN 88-17-01165-7)
- (it) La parrucca di Mozart, Turin, Einaudi, 2009.  (ISBN 978-88-06-20054-1)
- (it) Per te, Rome, Gallucci, 2009.  (ISBN 978-88-6145-086-8)
- (it) Viva tutto!, Add Editore, 2010.  (ISBN 978-88-96873-18-2)
- (it) Gratitude, Turin, Einaudi, 2013.  (ISBN 978-88-06-21834-8)